# Adonis (Schiff, 1965)
Die Adonis war ein 1965 in Dienst gestelltes Passagierschiff der griechischen Kavounides Line. Das 1976 in Atlantis umbenannte Schiff stand zunächst im Linienverkehr im Einsatz, ab 1967 betrieb es die Reederei für Kreuzfahrten. Am 7. März 1983 wurde die Atlantis durch ein Feuer zerstört und im selben Jahr abgewrackt.

## Geschichte
Die Adonis entstand unter der Baunummer 1881 in der Werft der Cantieri Riuniti dell’Adriatico in Monfalcone und lief am 12. April 1964 vom Stapel. Nach der Ablieferung an die Kavounides Line im Juni 1965 nahm das Schiff den Liniendienst von Piräus zu verschiedenen griechischen Inseln auf. Die Adonis hatte keine direkten Schwesterschiffe, ähnelte jedoch sehr den ebenfalls 1965 in Dienst gestellten Schiffen Aphrodite und Eros.
Um 1967 wurde die Adonis nach nur kurzer Zeit im Liniendienst zum Kreuzfahrtschiff umgebaut. 1976 erhielt sie den neuen Namen Atlantis. Auch nach dem Umbau für Kreuzfahrten blieb das Schiff vorwiegend in griechischen Gewässern im Einsatz.
Am 7. März 1983 brach während einer Kreuzfahrt vor den Saronischen Inseln ein Brand an Bord der Atlantis aus. Menschen kamen hierbei nicht zu Schaden, doch das in großen Teilen ausgebrannte Schiff wurde als Totalschaden abgeschrieben. Nach dem Brand war es kurzzeitig in Eleusis aufgelegt. Noch im selben Jahr erfolgte der Abbruch des Wracks.